# Камалов Махкам Камалович
Махкам Камалович Камалов (25 грудня 1925, місто Ташкент, тепер Узбекистан — 21 лютого 2020, місто Ташкент, тепер Узбекистан) — радянський узбецький діяч, перший секретар Наманганського обкому КП Узбекистану. Депутат Верховної ради Узбецької РСР 6—9-го скликань. Депутат Верховної ради СРСР 10-го скликання.

## Життєпис
З 1942 по січень 1943 року працював механіком швейної фабрики в Ташкенті.
З січня 1943 по 1946 рік — в Червоній армії. Служив у 368-му запасному стрілецькому полку 24-ї запасної стрілецької дивізії Середньоазіатського військового округу, з березня 1945 року був командиром стрілецького взводу 1124-го стрілецького полку 334-ї стрілецької дивізії. Учасник німецько-радянської війни.
У 1948 році закінчив Узбецьку республіканську партійну школу в місті Ташкенті.
Член ВКП(б) з 1948 року.
У 1948—1962 роках — інструктор ЦК ЛКСМ Узбекистану; секретар Ташкентського обласного комітету ЛКСМ Узбекистану; голова виконавчого комітету районної ради депутатів трудящих.
Закінчив Ташкентський педагогічний інститут, Ташкентський сільськогосподарський інститут, Вищу партійну школу при ЦК КПРС.
У 1962—1976 роках — 1-й секретар Калінінського районного комітету КП Узбекистану міста Ташкента; секретар Наманганського обласного комітету КП Узбекистану.
У січні 1976 — 1984 року — 1-й секретар Наманганського обласного комітету КП Узбекистану.
У 1984—1985 роках — міністр плодоовочевого господарства Узбецької РСР.
Подальша доля невідома.
Помер 21 лютого 2020 року в Ташкенті.

## Звання
- лейтенант

## Нагороди
- орден Леніна (1978)
- орден Вітчизняної війни І ст. (23.12.1985)
- три ордени Трудового Червоного Прапора (1965, 27.08.1971, 1973)
- орден Червоної Зірки (27.05.1945)
- два ордени «Знак Пошани» (16.01.1950, 1957)
- медаль «За перемогу над Німеччиною у Великій Вітчизняній війні 1941—1945 рр.» (1945)
- медаль «За взяття Кенігсберга» (1945)
- медалі